# Christa Gelpke
Christa Gelpke, geborene Engelhorn (* 30. Juni 1932 in Mannheim; † 1. Februar 2014 in Küsnacht, Kanton Zürich), war eine deutsch-schweizerische Mäzenin.

## Leben

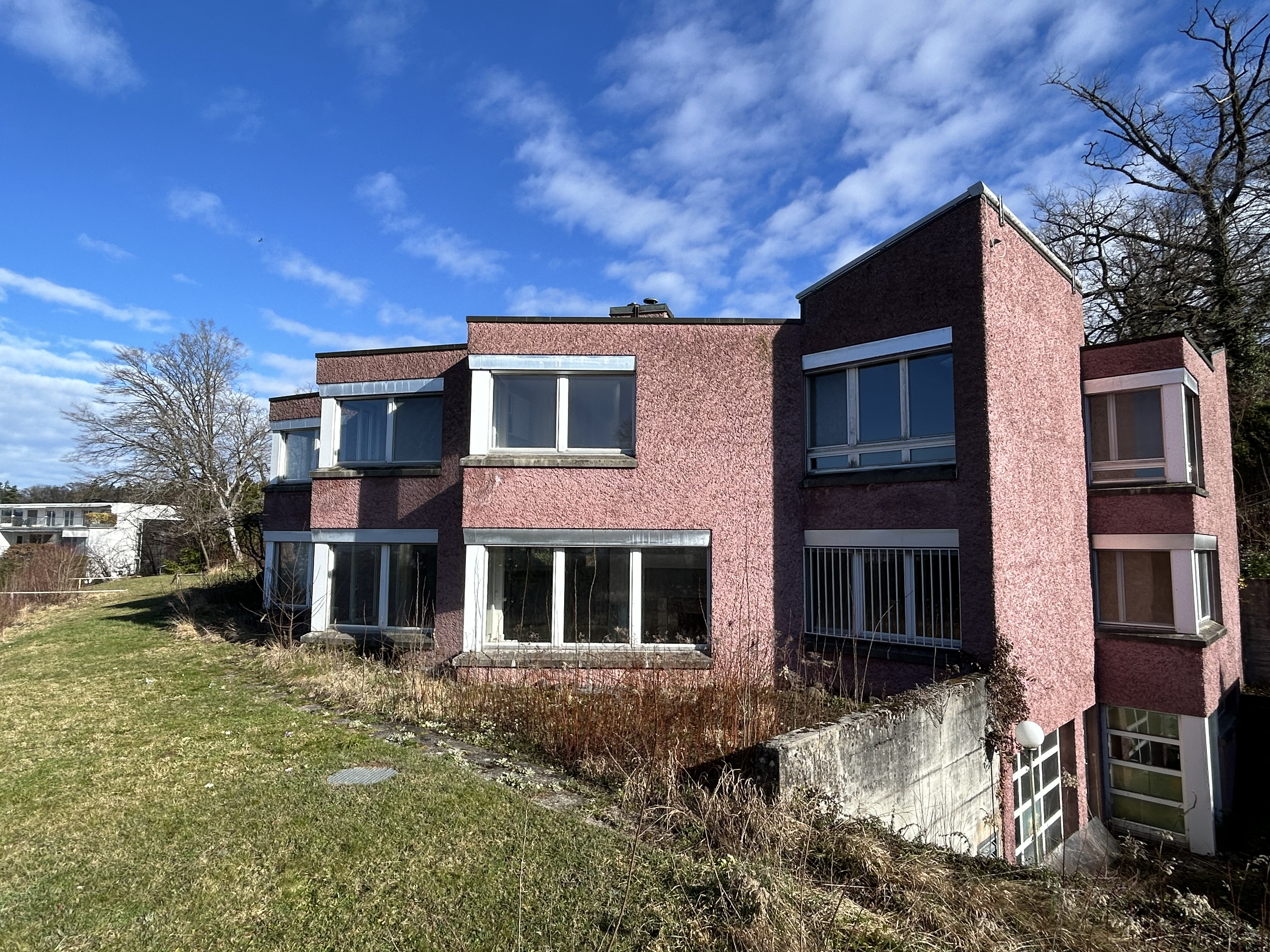
Villa Gelpke-Engelhorn, Februar 2024

Christa Engelhorn wurde 1932 als drittes Kind der Eheleute Fritz Carl Engelhorn (1886–1956) und Annamarie Engelhorn, geborene Clemm (1899–1981), in Mannheim geboren und hatte zwei ältere Brüder. Ihr Urgroßvater Friedrich Engelhorn gründete 1865 in Ludwigshafen am Rhein das Chemie-Unternehmen BASF. Gelpkes Cousin Curt Engelhorn leitete über 30 Jahre lang das Familienunternehmen Boehringer Mannheim, das sich im Besitz der vier Linien der Familie Engelhorn befand – dies waren die drei Cousins Christof, Curt und Peter Engelhorn (nach dessen Tod Traudl Engelhorn-Vecchiatto) sowie deren Cousine Christa Gelpke.
Das Unternehmen wurde 1997 für 19 Milliarden DM an Hoffmann-La Roche verkauft. Christa Gelpke besaß 18 Prozent der Böhringer-Aktien, sodass ihr der Verkauf des Unternehmens 2,8 Milliarden Schweizer Franken einbrachte. Im Jahr 2013 stand sie in der Rangliste des Manager Magazins auf Platz 81 der reichsten Deutschen. Gemäß der Forbes-Liste betrug ihr Vermögen im Jahre 2015 etwa 3,4 Milliarden US-Dollar.
Mit einem Teil des Erlöses aus dem Verkauf ihres Anteils an der Familienholding errichtete Gelpke im Oktober 2003 die Drosos Stiftung. Die Stiftung setzt sich unter anderem für die Bildung, die Ernährung und die Gesundheit in armen Regionen sowie für den Klima- und Umweltschutz ein. Auf Gelpkes Wunsch hin blieb sie als Stifterin anonym, bis der Stiftungsrat im Jahr 2020 beschloss, ihren Namen zu veröffentlichen. Vor allem sollte „damit der Stifterin ein gebührendes Andenken bewahrt werden“.
Bis zur Scheidung 1965 war sie mit dem Schweizer Architekten und Städteplaner Wendelin Gelpke (1932–2001) verheiratet. Sie hatte eine Tochter und zwei Söhne. Ihr Sohn Nikolaus Konstantin Gelpke ist Meeresbiologe und Verleger. Ihr Schwager war der Islamwissenschaftler Rudolf Gelpke. 
Christa Gelpke arbeitete als Fotografin und machte Porträt- und Reportageaufnahmen für Magazine, darunter die Schweizer Kulturzeitschrift Du. Einige ihrer Arbeiten befinden sich in der Datenbank „Bild + Ton“ des Schweizerischen Sozialarchivs.
Von 1971 bis 1973 ließ sich Gelpke von der Architektin Beate Schnitter an der Zumikerstrasse 20a in Küsnacht-Itschnach ein „verborgenes“ Haus mit Sicht auf den Zürichsee bauen, die Villa Gelpke-Engelhorn. Es sollte nach ihrem Tod einer Neubebauung weichen und erhielt deswegen mediale Aufmerksamkeit. Christa Gelpke starb am 1. Februar 2014 im Alter von 81 Jahren in Küsnacht. Erst im April 2021 erkannte der Zürcher Heimatschutz das Wohnhaus als schutzwürdig an.